# Jacqueline Cerquiglini-Toulet
Jacqueline Cerquiglini-Toulet (née en 1945 à Oyonnax) est une médiéviste française spécialisée en littérature médiévale tardive.

## Biographie
Jacqueline Cerquiglini-Toulet est née en 1945 à Oyonnax dans l'Ain.Sa mère, Lucie Perrin, épouse Toulet, était institutrice.
Elle étudie à l’école normale supérieure de Fontenay-Saint-Cloud, avant d'enseigner la littérature française médiévale à la Sorbonne, à l'université de Genève et dans quelques universités américaines. Elle rejoint l'Institut universitaire de France.

## Œuvre
Ses ouvrages portent essentiellement sur la littérature de la fin du Moyen Âge. Sa recherche s’intéresse à la lyrique médiévale, à la question de sa mise en recueil, et aux problèmes de mise en scène de la lecture et de l’écriture au Moyen Âge.

## Publications

### Études
- « Un engin si soutil ». Guillaume de Machaut et l’écriture au XIVe siècle, Paris, Champion, 1985 ; réédition, Paris, Champion, 2001
- La Couleur de la mélancolie, La fréquentation des livres au XIVe siècle, Paris, Hatier, 1993 ; traduit en anglais (USA) en 1997
- L’Écriture testamentaire à la fin du Moyen Âge : Identité, dispersion, trace, Oxford, Legenda (European Humanities Research Centre, Special Lecture Series 3), 1999
- Comme mon cœur désire. Guillaume de Machaut, Le Livre du Voir Dit, Études réunies par Denis Hüe, préface de Jacqueline Cerquiglini-Toulet, Orléans, Paradigme, coll. « Medievalia » no 8, 2001  (ISBN 2-86878-222-1)
- Guillaume de Machaut, "Le Livre du Voir Dit", Un art d’aimer, un art d’écrire, Paris, SEDES, coll. « Agrégations de lettres-langue française », 2001  (ISBN 2-7181-9382-4)

### Éditions de texte
- Christine de Pizan, Cent ballades d'amant et de dame, Paris, U.G.E., coll. « 10/18. Bibliothèque médiévale » no 1529, 1982 ; réédition, Paris, Gallimard, coll. « Poésie » no 540, 2019  (ISBN 978-2-07-279140-6)
- Guillaume de Machaut, Lob der Frauen, Gedichte altfranzösisch und deutsch, texte établi et présenté par Jacqueline Cerquiglini, Leipzig, Philipp Reclam, 1987
- Poètes du Moyen Âge. Chants de guerre, d’amour et de mort. Textes choisis, traduits et présentés par Jacqueline Cerquiglini-Toulet, avec la collaboration d’Anne Berthelot, (Préface de Jacques Roubaud), Paris, Hachette, coll. « Le Livre de poche. Nouvelle approche » no 4269, 1987  (ISBN 2-253-04007-X)
- Guillaume de Machaut, Le Livre de la Fontaine amoureuse, édition, traduction et présentation par Jacqueline Cerquiglini, Paris, Stock, coll. « Moyen Âge », 1993  (ISBN 2-234-02549-4)
- Guillaume de Machaut, Le Livre du Voir Dit, édition critique et traduction par Paul Imbs ; introduction, coordination et révision par Jacqueline Cerquiglini-Toulet, Paris, Librairie Générale Française, coll. « Le Livre dépêche. Lettres gothiques » no 4557, 1999  (ISBN 2-253-06670-2)
- François Villon, Œuvres complètes, édition bilingue, avec la collaboration de Laëtitia Tabard, Paris, Gallimard, coll. « Bibliothèque de la Pléiade », no 598, 2014  (ISBN 978-2-07-012924-9)

### Ouvrages d’histoire littéraire
- Précis de Littérature française du Moyen Âge, coll. sous la direction de Daniel Poirion, Paris, P.U.F., 1983 (ch. IX : "Le nouveau lyrisme" (XIVe-XVe siècles)", p. 275-292)
- Histoire de la Littérature française, collectif, Paris, Nathan, 1984 (section : Le Moyen Âge)

### Ouvrages dirigés
- Mélanges de philologie et de littérature médiévales offerts à Michel Burger pour les vingt-cinq ans de son enseignement à l’Université de Genève, Genève, Droz, 1994 (en collaboration avec Olivier Collet)
- Paul Zumthor ou l’invention permanente. Critique, Histoire, Poésie, Genève, Droz, 1998 (en collaboration avec Christopher Lucken)
- Guillaume de Machaut, Paris, Presses de l’Université de Paris-Sorbonne, 2002 (en collaboration avec Nigel Wilkins)
- Poétique en transition : entre Moyen Âge et Renaissance, Études de Lettres no 4, 2002 (en collaboration avec Jean-Claude Mühlethaler)

### Ouvrage en hommage à Jacqueline Cerquiglini-Toulet
- « De vrai humain entendement ». Études sur la littérature française à la fin du Moyen Âge. Hommage à Jacqueline Cerquiglini-Toulet, le 24 janvier 2003, textes rassemblés par Yasmina-Foehr-Janssens et Jean-Yves Tilliette, Genève, Droz, coll. « Recherches et Rencontres », no 21, 2005